# Dia, lugar e hora
Dia, lugar e hora è una canzone del cantante brasiliano Luan Santana, composto dallo stesso in collaborazione con Douglas Cesar. È stato pubblicato il 16 settembre 2016 da Som Livre come secondo singolo dall'album "1977" (2016).

## Video musicale
Il video musicale della canzone è stato pubblicato il 14 settembre 2016, il video presenta immagini che si riferiscono alla lotta delle donne e alla creazione della Giornata internazionale della donna da parte delle ONU, oltre al cantante che appare mentre canta è seduto in un teatro acusticamente.